# Gare de Bab Ezzouar
La gare de Bab Ezzouar est une gare ferroviaire algérienne située sur le territoire de la commune de Bab Ezzouar, dans la wilaya d'Alger.

## Situation ferroviaire
La gare est située au point kilométrique (PK) 16,5 sur la ligne d'Alger à Skikda, où elle est précédée de la  gare de Oued Smar et suivie de celle de Dar El Beïda.
| \| Alger Bab · Ezzouar Aéroport d'Alger Zéralda Birtouta Réghaïa \| Localisation de la gare de Bab Ezzouar dans la wilaya d'Alger. |
| Alger Bab · Ezzouar Aéroport d'Alger Zéralda Birtouta Réghaïa                                                                      |

## Histoire
La construction de la gare de Bab Ezzouar a commencé pendant la colonisation, immédiatement après l'approbation du projet de « chemin de fer d'El Harrach à Raghaia » le 20 décembre 1877. 
La position de cette gare a été renforcée après l'autre approbation du projet de chemin de fer d'Al-Raghaya à Thaniya Bani Aisha le 3 décembre 1878. 
La Compagnie algérienne des chemins de fer de l'Est entreprit la réalisation de ce projet jusqu'en septembre 1881. 
La construction de la gare de Bab Ezzouar a été achevée et inaugurée le 5 août 1879, lors de l'achèvement de ligne de chemin de fer d'Alger à Skikda.
De 2018 à 2019, la gare a bénéficié d'une modernisation, réalisée par l’ANESRIF dans le cadre de la réalisation de la ligne de l’aéroport.

## Service des voyageurs

### Accueil
La gare dispose d'un bâtiment voyageur dans lequel se trouvent le guichet avec une salle d'attente, un écran d'information et un kiosque à journaux. 
Une passerelle au-dessus des voies permet l'accès aux différents quais de la gare. Trois ascenseurs, accédant à la passerelle, sont mis à la disposition des personnes à mobilité réduite pour leur permettre de rejoindre le quai de la navette de l'aéroport et d'accéder au quai des trains de banlieue en direction d'Alger depuis le quai pour la banlieue Est.

### Desserte
La gare est desservie par les trains du réseau ferré de la banlieue d'Alger des liaisons :
- Alger - Thénia[1] ;
- Alger - aéroport Houari Boumédiène[2].

## Projets
En 2023, la gare sera en correspondance avec la ligne 1 du métro d'Alger.
La station de métro sera implantée dans le quartier d'affaires à proximité du Centre commercial de Bab Ezzouar.